# Eugen Jacobs
Eugen Jacobs (* 2. Dezember 1887 in Schwerin; † nach 1953) war ein deutscher CDU-Politiker und Landtagsabgeordneter in Mecklenburg-Vorpommern.

## Leben
Eugen Jacobs besuchte die Mittelschule und erlernte 1902 bis 1905 das Polsterer- und Tapezierhandwerk. Nach einer Gehilfentätigkeit in Berlin, Dresden, München, Karlsruhe, Hamburg und Neustrelitz absolvierte Jacobs 1913 die Meisterprüfung und ließ sich in Schwerin nieder. Von 1914 bis 1918 nahm er am Ersten Weltkrieg teil. Politisch hatte Jacobs sich schon 1910 der Freisinnigen Volkspartei angeschlossen. 1918 wurde er Mitglied der DDP, war im Schweriner Ortsvorstand aktiv und hatte ab 1928 ein Mandat in der Schweriner Stadtvertretung inne.
Im Juli 1945 gehörte Jacobs zum Gründerkreis des CDU-Landesverbandes Mecklenburg-Vorpommern. Eugen Jacobs war Beisitzer im Landesvorstand und als Ausschussvorsitzender für Wahlen und Versammlungen zuständig. Nach den Kommunal- und Landtagswahlen erhielt er politische Mandate für die Stadtvertretung Schwerin und den Landtag Mecklenburg-Vorpommern. Auf dem Landesparteitag 1948 wurde Jacobs zum stellvertretenden Landesvorsitzenden gewählt, nachdem die Sowjetische Besatzungsmacht die Wiederwahl des bisherigen Amtsinhabers Hans Krukenmeyer verhindert hatten. Jacobs leitete bis 1949 den Verlag „Der Demokrat“. Er floh im August 1953 in die Bundesrepublik.